# Antonio González Mellado
Antonio González Mellado (Vejer de la Frontera, 20 de diciembre de 1991) es un político español del Partido Socialista Obrero Español y alcalde de Vejer de la Frontera desde el 17 de junio de 2023. 

## Biografía
Su madre es de Barbate y su padre de Vejer, siendo empleado de una planta hormigonera situada en el polígono industrial de Cañada Ancha. Antonio nació en el seno de una familia trabajadora, que desde su infancia y hasta que se casó vivió en la barriada de Andalucía, llevando a sus dos hermanos a estudiar fuera y a tener que vivir lejos en zonas como Alemania y Palma de Mallorca.
Ha estado involucrado desde niño en movimientos sociales y colectivos de su pueblo. Además ha participado en el Carnaval de Cádiz. Pasó cuatro años en la provincia de Sevilla, donde se licenció en Derecho por la Universidad de Sevilla. Regresó a Vejer de la Frontera, donde estuvo trabajando en una asesoría jurídica, laboral y contable ubicada en la calle San Ambrosio de Vejer.
Empezó como concejal del Partido Socialista en 2011, figurando en el puesto número cinco de la candidatura liderada por el ex alcalde, Antonio Jesús Verdú. En 2015 fue designado portavoz del grupo socialista con tan sólo 23 años, volviendo a encabezar en las municipales de 2023 en la lista del PSOE, subiendo el número de concejales hasta diez, llegando a ser alcalde de Vejer de la Frontera.